# Тика (река)
Ти́ка (англ. Thika) — река на западе Кении, правый приток Таны. Образует границу между округами Муранга и Кьямбу, является важным источником гидроэлектроэнергии в Кении и обеспечивает бо́льшую часть водоснабжения Найроби.

## Название
Название реки Тика происходит либо из языка кикуйю либо из масайского языка. Оно может относиться к слову на кикуйю гутика, что означает «похоронить». Оно также напоминает слово масаи сика, что означает «стирать что-то от края».

## География
Исток реки Тика расположен на хребте Абердэр. Является правым притоком Таны, впадающей в Индийский океан.
Недалеко от города Тика расположен водопад Тика высотой 25 м, расположенный в дикой местности в нескольких минутах ходьбы от отеля Blue Post, который является одним из старейших отелей в Кении.

## Экология
В начале XX века вдоль более глубоких участков реки обитали бегемоты и крокодилы. В лесу возле водопада Тика встречались бабуины и леопарды, а на открытой местности выше водопада — антилопы и зебры, а также носороги, львы и гиены. В настоящее время ареалы этих животных переместился вверх по течению Тики в леса Абердэр или вниз по течению из-за увеличения численности людей вдоль реки.

## Использование
Тика обеспечивает 80 % водоснабжения столицы Кении Найроби. Однако, вырубка лесов и чрезмерный выпас скота вдоль густонаселённого русла реки вызвали проблемы эрозии почвы. Отложения снизили речной сток, размер водохранилища и качество воды. Качество воды также ухудшилось из-за стока пестицидов.
Тика является частью бассейна Таны, который является наиболее тщательно спроектированным из основных засушливых водосборных бассейнов Кении. Гидроэлектростанция на реке Тика обеспечивает значительную часть электроэнергии Кении. Исторически первое предложение по использованию гидроэнергетического потенциала реки Тика было выдвинуто вскоре после Первой мировой войны итальянским радиотехником и предпринимателем, лауреатом Нобелевской премии Гульельмо Маркони в качестве средства для подачи энергии для планируемой станции радиосвязи в Найроби. План Маркони не был реализован, но в 1994 году была построена плотина Тика, в результате чего объём водохранилища составил 70 млн м³. Кроме этого, Тика также вносит вклад в водохранилище Масинга, входящее в систему ГЭС «Семь вилок», которая обеспечивает 75 % электроснабжения Кении.